# Borbacha monopardaria
Borbacha monopardaria är en fjärilsart som beskrevs av Holloway 1982. Borbacha monopardaria ingår i släktet Borbacha och familjen mätare. Inga underarter finns listade i Catalogue of Life.